# Gül (nome)
Gül (in persiano گل‎, AFI: /ˈɡʊl/, traslitterato anche come Göl) è un nome proprio di persona persiano maschile e femminile. È usato anche come cognome.

## Varianti
- Pasthu: Gül[1]
- Turco: Gül[1]
- Urdu: Gül[1]
- Uzbeko: Güli[1]

## Origine e diffusione

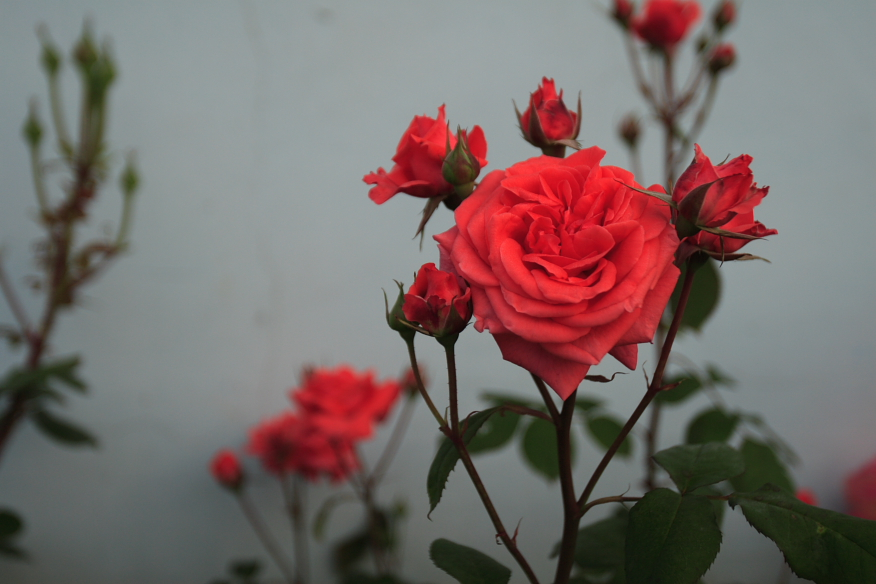
Esemplare di rosa

Deriva dalla parola persiana gül, che significa "fiore" o, più nello specifico, "rosa". Fa quindi parte dell'ampio gruppo di prenomi derivati da fitonimi e ha un significato analogo, fra gli altri, ai nomi italiani Fiore e Rosa, al nome persiano Nasrin, al nome arabo Warda, al nome inglese Rhoda e al nome greco Triantafyllos.   
È anche un elemento compositivo di un gran numero di nomi più lunghi, prevalentemente femminili, e dei quali può rappresentare un ipocoristico. Fra i tanti, si ricordano i nomi Gülşah, Gülruh, Gülendam, Gülbahar, Gülay, Gülçin, Gülden, Gülistan, Gülizar, Gülnaz, Gülnur, Gülşen, Gülşun, Gülnar, Gülpari, Gülten, Günay, Güneş, Gülnuş, Gülbeyaz, Gülfem.

## Persone
- Gul Mohammed, ex detentore del Guinness dei Primati per la persona più bassa di tutti i tempi;
- Gül Panag, attrice e modella indiana.

### Cognome
- Abdullah Gül, ex presidente turco;
- Abdulhamit Gül, politico turco;
- Gerardus Gul, vescovo olandese.

### Varianti composte
- Gulşah Hatun, concubina ottomana;
- Gülruh Gülendam Hatun, concubina ottomana;
- Gülbahar Hatun, madre del sultano ottomano Bayezid II;
- Gülbahar Hatun, madre del sultano ottomano Selim I;
- Gülbahar Mahidevran Hatun, madre del principe ottomano Mustafa;
- Gülfem Hatun, dama di corte ottomana;
- Gülnuş Sultan, madre dei sultani ottomani Mustafa II e Ahmed III.